# Četnické letecké hlídky
Četnické letecké hlídky (ČLH) byl název prvního leteckého policejního útvaru, který existoval v letech 1935 až 1939 na území Československa. Útvar zanikl v roce 1939 s příchodem druhé světové války, po válce byl obnoven pod názvem Bezpečnostní letectvo.

## Historie

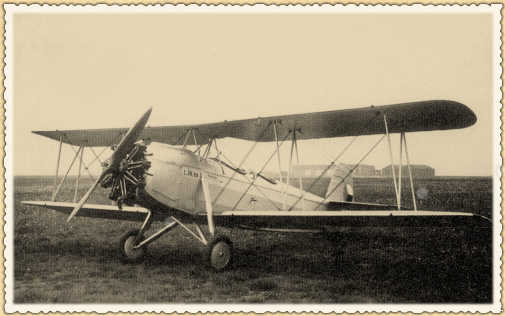
Letouny Praga E-39 byly používány jen příležitostně

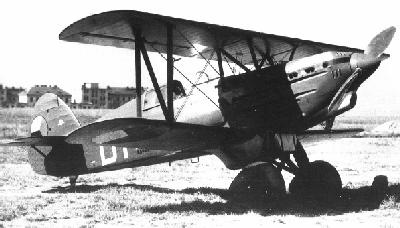
U četnických leteckých hlídek sloužily také letouny Avia B-534

Branně bezpečnostní výbor poslanecké sněmovny rozhodl 12. června 1935 o zřízení Československé letecké policie (ČSLP). Československá letecká policie měla organizačně spadat pod státní policii a její pravomoce měly zahrnovat celé území státu, tedy jak města, tak také venkovské oblasti. Státní policie plnila své úkoly ve 30. letech pouze ve statutárních městech a na venkově působilo četnictvo, které se svým charakterem podobalo spíše vojenským útvarům. Ve většině evropských zemí letecká policie neexistovala, pouze ve Spojeném království, Francii a Německu. Ministerstvo vnitra rozhodlo nakonec o zřízení četnických leteckých hlídek, které spadaly organizačně pod četnictvo. Zařazení letecké policie pod četnictvo bylo finančně méně nákladné. K 1. červenci 1935 bylo zřízeno pět četnických hlídek, a to v Chebu, Růžodole u Liberce, Hradci Králové, Dolním Benešově a v Bratislavě. Četnické letecké hlídky měly vlastní piloty, telegrafisty, řidiče a kancelářské pomocníky. Do roku 1939 mělo být zřízeno celkem 15 četnických leteckých hlídek. Do vyhlášení všeobecné mobilizace v září 1938 se stihlo vybudovat pouze 11 četnických hlídek, jejichž činnost byla pozastavena do přijetí Mnichovské dohody. Po obsazení československého příhraničí v roce 1938 došlo k přesunu četnických hlídek, které nově sloužily v Praze, Brně, Českých Budějovicích a Klatovech. Některé četnické hlídky byly přesunuty na „dočasná" stanoviště do Prahy, Milovic, Vysokého Mýta a Německého Brodu. Výhledově měla vzniknout další působiště četnických leteckých hlídek, k tomu ale už nedošlo. Mezi hlavní úkoly četnických leteckých hlídek patřilo chránit svrchovanost československého vzdušného prostoru, spolupráce s pozemními jednotkami, dozor nad dodržováním leteckých předpisů, pomoc při živelních pohromách a leteckých nehodách, hlásná služba v pohraničních oblastech a další činnosti.

## Letadla

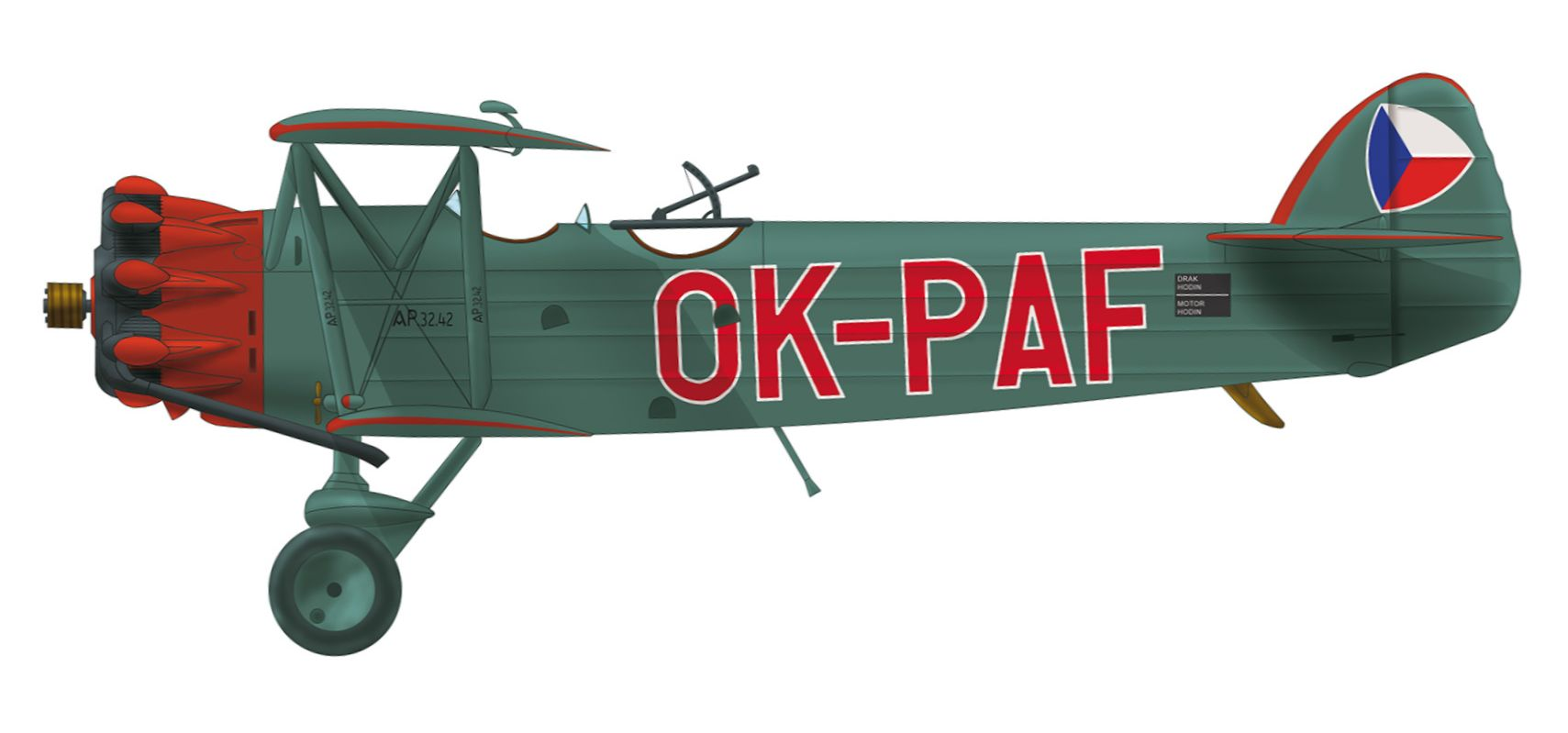
Aero Ap.32.42 létalo u ČLH Dolní Benešov a následně u ČLH Moravská Ostrava v roce 1938

U četnických leteckých hlídek sloužily zpočátku letouny Aero AP-32 a Škoda D-1, které byly zapůjčené od vojenského letectva. Tyto letouny však byly málo výkonné a nedokázaly vyvinout dostatečnou rychlost, proto objednalo vedení četnických leteckých hlídek šest strojů Letov Š-528 a dvanáct letounů Beneš Mráz Be-51B. Později sloužily také letouny Avia B-534. Letadla Letov Š-528 byla později vyměněna za méně výkonné stroje Letov Š-328. Příležitostně u četnických leteckých hlídek létala také civilní nebo vojenská letadla Beneš Mráz Be-50, Beneš Mráz Be-550, Aero A-100, Aero A-211 nebo Praga E-39.